# إبراهيما كوما
إبراهيما كوما (بالفرنسية: Ibrahim Koma) (مواليد 5 نوفمبر 1987)، هُو ممثل فرنسي من أصل مالي. فاز إبراهيما بجائزة أفضل مُمثل خلال حفل توزيع جوائز الأكاديمية الأفريقية للأفلام الثالث عشر عن دوره في فيلم وولو.

## سيرته
وُلد إبراهيما كوما في الدائرة العشرين في العاصمة الفرنسية باريس، وذلك في 5 نوفمبر 1987. ينتمي أبوا إبراهيما لعرقية السونينكي في مالي، وقد ترعرع في منطقة أنتوني.

## قائمة أعماله

### الأفلام
| السنة | عنوان الفيلم                                                                                    | الدور   | ملاحظات |
| ----- | ----------------------------------------------------------------------------------------------- | ------- | ------- |
| 2002  | أُريد عُطلة (بالفرنسية: Fais-moi des vacances)                                                    | آداما   |         |
| 2002  | الفتيات يُمكنهن الهروب من أي شيء (بالفرنسية: Les filles, personne s'en méfie)                    |         |         |
| 2015  | أنا دادي (بالفرنسية: Je suis Daddy)                                                             | إيسيدور |         |
| 2016  | وولو                                                                                            | لادجي   |         |
| 2017  | والاي                                                                                           | جون     |         |
| 2018  | الحمام الكبير ((بالفرنسية: Le Grand Bain)                                                       | تيك     |         |
| 2018  | درس الرقص (بالفرنسية: La leçon de danse)                                                        |         |         |
| 2021  | أو إس إس 117: إنذار أحمر في أفريقيا السوداء (بالفرنسية: OSS 117: Alerte rouge en Afrique noire) | بروميدي |         |

## الجوائز والترشيحات
| السنة | حفل توزيع الجوائز                                | الجائزة                | العمل                | النتيجة | مراجع |
| ----- | ------------------------------------------------ | ---------------------- | -------------------- | ------- | ----- |
| 2014  | جوائز سيزار                                      | أفضل ممثل صاعد         | المدينة الوردية      | رُشِّح     | [ 3 ] |
| 2017  | المهرجان الأفريقي للسينما والتلفزيون في واغادوغو | أفضل ممثل              | وولو                 | فوز     | [ 4 ] |
| 2017  | جوائز الأكاديمية الأفريقية للأفلام               | أفضل ممثل في دور رئيسي | وولو                 | رُشِّح     | [ 5 ] |
| 2017  | مهرجان أفريقيا السينمائي الدولي                  | أفضل ممثل              | وولو                 | فوز     | [ 6 ] |
| 2017  | Trophées Francophones                            | أفضل ممثل              | وولو                 | فوز     | [ 7 ] |
| 2018  | Trophées Francophones                            | أفضل ممثل في دور مساعد | والاي                | رُشِّح     | [ 8 ] |
| 2021  | مهرجان كارلوفي فاري السينمائي الدولي             | أفضل مُمثل ‏             | As Far As I Can Walk | فوز     | [ 9 ] |

## وصلات خارجية
- إبراهيما كوما في قاعدة بيانات الأفلام على الإنترنت